# شيخ محمود (بشتكوه)
شیخ محمود (بالفارسية: شیخ‌محمود) هي قرية تقع في إيران في Poshtkuh Rural District. يقدر عدد سكانها بـ 156 نسمة بحسب إحصاء 2016.